# Hunter Trail
Pour les articles homonymes, voir Hunter.
 (décembre 2023).
Le Hunter Trail est un sentier de randonnée du comté de Pinal, dans l'Arizona, aux États-Unis. Sentier d'accès au sommet du pic Picacho, il est entièrement situé au sein du Picacho Peak State Park. Il est classé National Recreation Trail depuis le 11 septembre 1974.